# Omphalestra herbuloti
Omphalestra herbuloti är en fjärilsart som beskrevs av Pierre E.L. Viette 1961. Omphalestra herbuloti ingår i släktet Omphalestra och familjen nattflyn. Inga underarter finns listade i Catalogue of Life.